# Pohár vítězů pohárů 1990/1991
Sezóna 1990/91 Poháru vítězů pohárů byla 31. ročníkem tohoto poháru. Vítězem se stal tým Manchester United FC.

## Předkolo
| Domácí v 1. zápase | Celkem | Hosté v 1. zápase | 1. zápas | 2. zápas |
| ------------------ | ------ | ----------------- | -------- | -------- |
| Bray Wanderers     | 1–3    | Trabzonspor       | 1–1      | 0–2      |

## První kolo
| Domácí v 1. zápase    | Celkem         | Hosté v 1. zápase   | 1. zápas | 2. zápas     |
| --------------------- | -------------- | ------------------- | -------- | ------------ |
| Nea Salamis           | 0–5            | Aberdeen FC         | 0–2      | 0–3          |
| Legia Warszawa        | 6–0            | Swift Hesperange    | 3–0      | 3–0          |
| Olympiakos Pireus FC  | 5–1            | KS Flamurtari Vlora | 3–1      | 2–0          |
| Kaiserslautern        | 1–2            | UC Sampdoria        | 1–0      | 0–2          |
| Manchester United FC  | 3–0            | Pécsi Mecsek        | 2–0      | 1–0          |
| Wrexham FC            | 1–0            | Lyngby BK           | 0–0      | 1–0          |
| Montpellier           | 1–0            | PSV Eindhoven       | 1–0      | 0–0          |
| Glentoran FC          | 1–6            | FC Steaua București | 1–1      | 0–5          |
| KuPS                  | 2–6            | FK Dynamo Kyjev     | 2–2      | 0–4          |
| Sliema Wanderers      | 1–4            | Dukla Praha         | 1–2      | 0–2          |
| Fram Reykjavík        | 4–1            | Djurgårdens IF      | 3–0      | 1–1          |
| Trabzonspor           | 3–7            | Barcelona           | 1–0      | 2–7          |
| Viking FK             | 0–5            | RFC de Liège        | 0–2      | 0–3          |
| CF Estrela da Amadora | 1–1 (4–3pen.)† | Neuchâtel Xamax     | 1–1      | 1–1 (prodl.) |
| PSV Schwerin          | 0–2            | Austria Wien        | 0–2      | 0–0          |
| FC Sliven             | 1–8            | Juventus FC         | 0–2      | 1–6          |

† Pořadí zápasů prohozeno (oproti původnímu losu).

* Odvety se hrály po znovusjednocení Německa.

## Druhé kolo
| Domácí v 1. zápase   | Celkem | Hosté v 1. zápase     | 1. zápas | 2. zápas |
| -------------------- | ------ | --------------------- | -------- | -------- |
| Aberdeen FC          | 0–1    | Legia Warszawa        | 0–0      | 0–1      |
| Olympiakos Pireus FC | 1–4    | UC Sampdoria          | 0–1      | 1–3      |
| Manchester United FC | 5–0    | Wrexham FC            | 3–0      | 2–0      |
| Montpellier          | 8–0    | FC Steaua București   | 5–0      | 3–0      |
| FK Dynamo Kyjev      | 3–2    | Dukla Praha           | 1–0      | 2–2      |
| Fram Reykjavík       | 1–5    | Barcelona             | 1–2      | 0–3      |
| RFC de Liège         | 2–1    | CF Estrela da Amadora | 2–0      | 0–1      |
| Austria Wien         | 0–8    | Juventus FC           | 0–4      | 0–4      |

## Čtvrtfinále
| Domácí v 1. zápase   | Celkem | Hosté v 1. zápase | 1. zápas | 2. zápas |
| -------------------- | ------ | ----------------- | -------- | -------- |
| Legia Warszawa       | 3–2    | UC Sampdoria      | 1–0      | 2–2      |
| Manchester United FC | 3–1    | Montpellier       | 1–1      | 2–0      |
| FK Dynamo Kyjev      | 3–4    | Barcelona         | 2–3      | 1–1      |
| RFC de Liège         | 1–6    | Juventus FC       | 1–3      | 0–3      |

## Semifinále
| Domácí v 1. zápase | Celkem | Hosté v 1. zápase    | 1. zápas | 2. zápas |
| ------------------ | ------ | -------------------- | -------- | -------- |
| Legia Warszawa     | 2–4    | Manchester United FC | 1–3      | 1–1      |
| Barcelona          | 3–2    | Juventus FC          | 3–1      | 0–1      |

## Finále
| {{{datum}}} |                          |            |               |
| {{{tým1}}}  | {{{skóre}}}              | {{{tým2}}} | {{{stadion}}} |
|             | Report[nedostupný zdroj] |            | {{{stadion}}} |

## Vítěz
| Pohár vítězů pohárů 1990/91 Manchester United FC Les Sealey, Denis Irwin, Steve Bruce, Gary Pallister, Brian McClair, Clayton Blackmore, Paul Ince, Lee Sharpe, Bryan Robson , Mike Phelan, Mark Hughes Trenér: Alex Ferguson |